# Bahnhof Trapani
Im äußersten Westen Siziliens enden im Kopfbahnhof Trapani zwei eingleisige Eisenbahnstrecken, die beide ihren Ursprung in Palermo haben: erstens die 1881 eröffnete Bahnstrecke Palermo–Trapani über Castelvetrano und zweites die erst 1937 fertiggestellte, 53 km lange Stichstrecke Alcamo Diramazione–Trapani über Segesta, die die Verbindung der beiden Städte Palermo–Trapani um gut 60 km verkürzt. Trapani hat außer diesem Endbahnhof keine weitere Bahnhöfe. Er wird von der staatlichen Rete Ferroviaria Italiana betrieben. Der Bahnhof befindet sich im Zentrum der Stadt; der Bahnhofsvorplatz bildet die Piazza Umberto I. Von dort aus erreicht man in wenigen Fußminuten das Stadtzentrum sowie den Hafen. Es gibt werktäglich je 22 Zugankünfte und -abfahrten.

## Bahngebäude

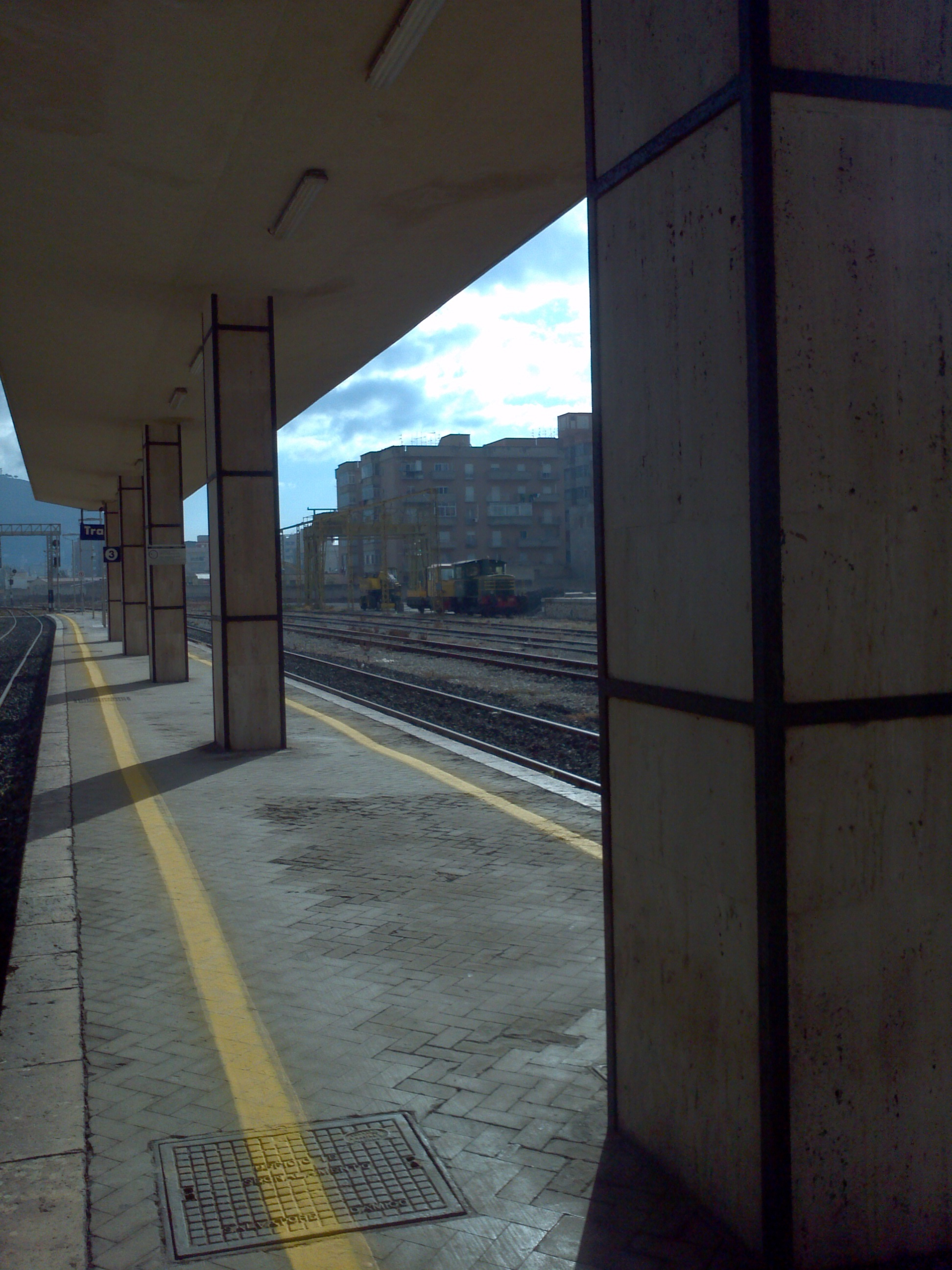
Der Bahnsteig von Gleis 3 und 4, dahinter die drei weitere „alte“ Gleise sowie ein Abstellgleis, das an der östlichen Giebelseite des Güterschuppens endet.

Das neoklassizistische, durchgängig zweigeschossige Hauptgebäude besitzt an seiner Stirnseite eine leicht hervorspringende, fünfachsige Front, der nördlich und südlich je drei weitere Achsen angestellt sind. Die Gebäudeseiten sind zweiachsig. Von den zentralen fünf Achsen des Hauptgebäudes besaßen deren äußere beiden Bögen Durchgänge zur Innenseite des Gebäudes. Heute ist nur noch der nördlichere der beiden dafür vorgesehen. Der Giebel wird zentral durch eine Uhr in Höhe der umlaufenden Balustrade gekrönt.
Auf dieses Hauptgebäude zulaufend enden vier Bahngleise, deren beiden äußere Bahnsteige besaßen. Der Raum zwischen den Gleisenden und dem Gebäude ist mit einer parkähnlicher Grünanlage und hohen alten Bäumen gestaltet. Das südlichste dieser vier Gleise besitzt parallelliegend eine ältere Güterhalle, dessen Existenz nicht auf Personenverkehr an diesem Gleis schließen lässt. Das nördlichste der vier Gleise ist heute mit Gleis 4 bezeichnet, dem sich weiter nach Norden drei weitere bezeichnete und in Betrieb befindliche Gleise (1–3) anschließen.
An dieses in Nord-Süd-Richtung gestreckte Hauptgebäude schließen sich im gleichen Baustil zwei Seitenschiffe an, die aus drei dreiachsigen, alternierend versetzten Gebäudeteilen bestehen. Auch von diesen beiden Seiten besteht Zugang zu den Gleisen. An dem Nordflügel schließt ein weiterer, wieder im 90°-Winkel gedrehter Teil aus fünf Achsen an.

## Bahngelände
Zum Bahngelände gehören umfangreiche Gleisanlagen, von denen einige heute nicht mehr genutzt werden. Dazu zählt eine Drehscheibe und einige Abstellgleise, die früher zur Fahrzeugwartung genutzt wurden nahe der Via Vespiri am Nordrand sowie mehrere Gütergleise sowie ein Verbindungsgleis zum Hafen am Südrand des Bahngeländes. Geografisch abgegrenzt wird das Bahngelände im Osten durch einen Bahnübergang der Via Capitano Salvatore Bruno, die in die Via Alberto Tipa übergeht. Von hier an führen die beiden Streckengleise ohne weitere Weichen für etwa zwei Kilometer parallel, bevor sie sich nach Osten bzw. Süden trennen.